# Bosque húmedo de la Sierra Madre de Chiapas
El bosque húmedo de la Sierra Madre de Chiapas forma una ecorregión que pertenece al bioma de los bosques húmedos latifoliados tropicales y subtropicales, según la definición del Fondo Mundial para la Naturaleza. Se extiende a lo largo de la base de la vertiente del Pacífico de la Sierra Madre de Chiapas desde el sur de México, hacia Guatemala y El Salvador, y cubre un área de 9600 km².